# Эдвардсон, Корделия
Корделия Мария Эдвардсон (швед. Cordelia Maria Edvardson, урождённая Хеллер, швед. Heller; 1 января 1929 года, Мюнхен, Германия — 29 октября 2012 года, Стокгольм, Швеция) — шведская и израильская журналистка и писательница немецкого происхождения, пережившая Холокост.

## Биография
Внебрачная дочь юриста Германа Хеллера и писательницы Элизабет Ланггессер. Её отец и дед по материнской линии были евреями. До 1943 года жила вместе с матерью, дядей и бабушкой в Берлине. В 1943 году стараниями Ланггессер, пытавшейся обойти расовые законы, Корделию удочерила испанская пара, и девочка приняла фамилию Гарсиа-Скоуварт. Гестапо, пригрозив Корделии преследованием матери, заставило её принять двойное гражданство, из-за чего она снова подпала под упомянутые законы. В марте 1944 года Корделия была выслана в Терезиенштадт, а затем в Освенцим. Работала на производстве лампочек, затем как машинистка, в том числе на Йозефа Менгеле: составляла списки, вела картотеку.
В 1945 году была освобождена и на «белом автобусе» доставлена в Швецию, где жила до 1974 года и работала журналисткой. Ланггессер узнала о том, что дочь выжила, через год после окончания Второй мировой войны, а воссоединилась с ней лишь в 1949 году, незадолго до своей смерти.
В 1948—1953 годах была замужем за спортивным журналистом Рагнаром Эдвардсоном (1917—2005); в браке родился сын Мартин (р. 1948).
Во время Войны Судного дня Эдвардсон переехала в Израиль. С 1977 по 2006 год являлась корреспондентом шведской ежедневной газеты Svenska Dagbladet в Иерусалиме. Известная широким освещением хода палестинско-израильского конфликта, оставалась колумнистом издания после ухода с поста корреспондента и возвращения в Стокгольм в 2006 году.
В 1984 году опубликовала автобиографическую книгу «Сожжённый ребёнок ищет огня» (Bränt barn söker sig till elden), которая в 1986 году принесла ей литературную премию Ганса и Софи Шолль. В 1988 году выпустила ещё одну автобиографическую книгу «Прошепчи это ветру» (Viska det till vinden), в 1991 году — сборник стихотворений «Улыбка Иерусалима» (Jerusalems leende). В 2001 году удостоена Королевской премии Шведской академии, а в 2009 — ордена «За заслуги перед Федеративной Республикой Германия» 1-го класса.
Скончалась в Стокгольме 29 октября 2012 года в возрасте 83 лет.